# Buddhaghosa
Bhadantācariya Buddhaghosa (pāli. "Głos Buddy") – był buddyjskim, theravādińskim komentatorem i naukowcem. Urodził się około 390 roku, w Bodh Gaya lub w Ghosa w Indiach, w varnie braminów. Mieszkając w Indiach napisał Nanodayā (pāli. "Narodziny Wiedzy") a także dokonał komentarza podstawowego podręcznika psychologii zawartego w Tipiṭace (jednej z części Abhidhāmmy) nazwanego Sumangala Vilāsinī. Po kilku latach studiów został wysłany na Cejlon przez swojego nauczyciela Revatę, by tam zająć się tłumaczeniem syngalijskich komentarzy. 
Przebywał w Anuradhapurze, gdzie studiował pod kierunkiem Saṅghapāli. Po kilku latach poprosił o możliwość przetłumaczenia syngaleskich komentarzy do Tipiṭaki. Zanim udzielono mu pozwolenia zlecono napisanie "kompendium" nauk Buddy. Praca ta zaowocowała powstaniem Visuddhimaggi (pāli. "Ścieżka oczyszczenia"). tekst został przyjęty z zadowoleniem i pozwolono mu na tłumaczenie komentarzy. Także na Cejlonie dokonał redakcji swojego wcześniejszego komentarza – Sumangala Vilāsinī.
Na Cejlonie dokonał tytanicznej pracy tłumaczenia tekstów, które zmieściły by się w 20 tomach (in octavo) po 400 stron każdy. Temu komentatorowi przypisuje się także wiele innych tekstów, których prawdopodobnie nigdy nie był autorem.
Najwięcej informacji o Buddhagoshy znajduje się w Mahāvaṃsie – kronice spisanej w Anuradhapurze na piętnaście lat po opuszczeniu przez niego Cejlonu. 
Mahāmaṅgala, buddyjski autor z Birmy, napisał biografię Buddhagoshy Buddhaghosuppatti jednak jest ona uważana za zbyt mało obiektywną, by uważać ją za naukowe źródło wiedzy o życiu komentatora.
Obecnie Buddhagosha uważany jest za arahanta przez buddystów theravādy.
| Komentarze Buddhagoshy | Komentarze Buddhagoshy                                                       | Komentarze Buddhagoshy |
| Nr                     | Tytuł utworu                                                                 | Długość                |
| ---------------------- | ---------------------------------------------------------------------------- | ---------------------- |
| 1.                     | „Samantapāsādika” (komentarz do Vinaya Piṭaki)                               |                        |
| 2.                     | „Sumangalavilāsinī” (komentarz do Dīgha Nikāyi)                              |                        |
| 3.                     | „Papañcasudani” (komentarz do Majjhima Nikāyi)                               |                        |
| 4.                     | „Sāratthappakāsini” (komentarz do Saṃyutta Nikāyi)                           |                        |
| 5.                     | „Manorathapurāṇi” (komentarz do Aṅguttara Nikāyi)                            |                        |
| 6.                     | „Paramatthajotika (I)” (komentarz do Khuddaka Nikāyi)                        |                        |
| 7.                     | „Dhāmmapada-aṭṭhakathā” (komentarz do Dhāmmapady)                            |                        |
| 8.                     | „Paramatthajotika (II) / Suttanipāta-aṭṭhakathā” (komentarz do Sutta Nipāty) |                        |
| 9.                     | „Jātakatthavannānā / Jātaka-aṭṭhakathā” (komentarz do Jātak)                 |                        |

Subkomentarze:
- Kaṅkhāvitaraṇi (subkomentarz do Pātimokkhy)